# گره‌افکنی
گره‌افکنی در اصطلاح ادبیات داستانی و ادبیات نمایشی، خلق حوادث و موانع موقعیت‌های دشوار برای گسترش پیرنگ داستان یا نمایشنامه است که باعث کشمکش می‌گردد و سرانجام به گره‌گشایی می‌انجامد. به عنوان مثال: می‌توان به داستان داش آکل نوشتهٔ صادق هدایت اشاره کرد، هنگامیکه به داش آکل خبر می‌دهند حاجی صمد مرده‌است، نخستین گره‌افکنی صورت می‌گیرد و وقتی که داش آکل عاشق مرجان می‌شود، دومین گره‌افکنی به میان می‌آید.

## منبع
- شریفی، محمد (۱۳۸۷).  محمدرضا جعفری، ویراستار. فرهنگ ادبیات فارسی. تهران: فرهنگ نشر نو و انتشارات معین. شابک ۹۷۸-۹۶۴-۷۴۴۳-۴۱-۸.